# Абашин Герман Едуардович
Ге́рман Едуа́рдович Аба́шин (нар. 5 березня 1993, Дніпро — пом. 29 серпня 2014, Новокатеринівка, Донецька обл.) — український військовик, солдат, учасник російсько-української війни.

## Короткий життєпис
Народився 1993 року в місті Дніпро. У віці семи років залишився сиротою — батьки загинули в автокатастрофі, виховувався бабусею й тіткою, яка стала для нього мамою. Закінчив 9 класів дніпровської школи № 14; ПТУ № 17, де здобув спеціальність автослюсаря; проживав на Слобожанському проспекті. За власним бажанням пішов служити в армію, 2012 року підписав контракт. Солдат 93-ї бригади; водій бензовоза.
З початком війни близько пів року перебував під Луганськом. Зник безвісти під Іловайськом під час прориву з оточення, на перехресті доріг з села Побєда до Новокатеринівки (Старобешівський район).
Бойові товариші розповіли, що Герман загинув від поранення в голову в автомобілі ЗІЛ-131 № 6544 Н9, який загорівся від вибуху, на південному виїзді з села Новокатеринівка (Старобешівський район).
10 вересня 2014 року його останки ексгумовані, привезені до Запоріжжя. Похований 7 серпня 2015-го на Кушугумському цвинтарі. Ідентифікований за експертизою ДНК серед загиблих, перепохований на Центральній алеї Краснопільського цвинтаря міста Дніпро 20 квітня 2016 року з військовими почестями.
Без Германа залишились тітка Юлія Ліпкіна і дівчина Рита Буркут.

## Нагороди та вшанування
За особисту мужність і героїзм, виявлені у захисті державного суверенітету та територіальної цілісності України, вірність військовій присязі під час російсько-української війни, відзначений — нагороджений
- 27 жовтня 2015 року — орденом «За мужність» III ступеня (посмертно)[1]
- Його портрет розміщений на меморіалі «Стіна пам'яті полеглих за Україну» у Києві: секція 3, ряд 5, місце 29
- Вшановується 29 серпня на щоденному ранковому церемоніалі вшанування українських захисників, які загинули цього дня у різні роки внаслідок російської збройної агресії[2]
- на будівлі школи № 14 у Дніпрі відкрито пам'ятну дошку Герману Абашину[3]